# Antti Kääriäinen
Antti Kääriäinen, född 5 juni 1891 i Idensalmi, död 20 juni 1967, var en finländsk jägarofficer och generalmajor. Han stred i första världskriget, finska inbördeskriget, vinterkriget och fortsättningskriget.

## Biografi
Kääriäinen var son till Antti Kääriäinen och Johanna Auvinen. Han tog studenten från Idensalmis finska samskola 1912, bedrev studier i jordbruk vid Helsingfors universitet 1913–1915. Han tjänstgjorde en tid som jägarfänrik i Idensalmi och begav sig som många andra blivande jägarsoldater till Tyskland, där han inskrevs vid jägarbataljonens 27. volontärkompani den 24 december 1915. Han deltog i första världskriget bland annat under striderna vid Missé. I augusti 1916 beordrades han på värvnings- och förrådsuppdrag  i Finland. Han var chef för förrådsstationerna i Kärsämäki och Pyhäjärvi. Han återvände till sitt kompani i Tyskland i mars 1917 och deltog samma år i artillerikursen i Polanga.
Den 25 februari 1918 ankom fänrik Kääriäinen och jägarplutonen till Vasa. Under inbördeskriget blev Kääriäinen plutonchef för 1. kompaniet i 4. jägarbataljonen vid 2. jägarregementet. Den 28 mars deltog han med kompaniet i striderna vid Kalevankangas, varvid han blev allvarligt sårad. Efter kriget var han kompanichef för 2. jägarregementet, som sedermera blev Björneborgs 2. infanteriregemente. I april 1919 flyttades han till Mellersta Finlands regemente, där han var kompanichef för 6. och 8. kompaniet. Där var han också ledare för korpralskolan. I juni 1922 förflyttades han till ryska gränsen för att tjänstgöra som gränsvakt. Efter att tagit jägmästarexamen inskrevs han 1927 vid krigshögskolans officersutbildning. I januari 1928 överflyttades han till Viborgs regemente och blev vicekommendant. Mellan januari och september samt mellan november och december tjänstgjorde han som regementets kommendant. I januari 1929 blev han kommendant för  III bataljonen vid Savolax brigad, kommendant för Kajanas gerillabataljon i maj 1930 och blev kommendant för 3. cykelbataljonen i juli 1933.
Vid vinterkrigets utbrott kommenderades Kääriäinen som befälhavare till trupperna i Mola och han deltog vid striderna på Karelska näset. Senare blev han kommendant för 3. brigaden, med vilken han deltog i strider i Karelen. Under vapenvilan förde han befälet över 3. brigaden och var vicekommendant för 2. brigaden. Vid fortsättningskrigets utbrott blev Kääriäinen befälhavare för 2. infanteriregementet och innehade den posten fram tills han sårades vid Syväri den 25 februari 1943. Väl återkommen i tjänst erhöll han befälet över 3. brigaden. Under fortsättningskriget bevistade han tio fältslag. Efter kriget förde han befäl över 8. divisionen och blev 1944 vicekommendant för Kymmene militärlän. 1945 blev han kommendant över Savolax och Karelens militärlän. 1952 lämnade han armén och arbetade vid försäkringsbolaget Tarmos kontor i Kuopio 1954–1959. Han satt i Kuopio stadsfullmäktige 1948–1950 och är begravd i Kuopio.